# Onça no Samba
Academia de Ritmos Onça no Samba é uma escola de samba de Campos dos Goytacazes.

## História
Em 2012, foi a terceira escola a desfilar na segunda noite de desfiles, recebendo elogios por sua comissão de frente e alas coreografas. Recebeu críticas por falta de acabamento nas suas fantasias e pelo fato do samba-enredo não ter crescido na avenida, e não ter sido cantado pelos componentes.obteve o sexto lugar. Obteve por fim o sexto lugar.

## Segmentos

### Presidentes
| Nome                  | Mandato        | Ref.  |
| --------------------- | -------------- | ----- |
| Amaro Roberto da Hora | ? - atualidade | [ 5 ] |

### Diretores
| Ano  | Diretor de Carnaval | Diretor de harmonia | Mestre de bateria | Ref.  |
| ---- | ------------------- | ------------------- | ----------------- | ----- |
| 2014 | Niltinho da Hora    | Aldemar             | Guinho            | [ 5 ] |
| 2017 |                     |                     |                   |       |

### Casal de Mestre-sala e Porta-bandeira
| Ano  | Nome                             | Ref.  |
| ---- | -------------------------------- | ----- |
| 2014 | Jéssica Barreto e Andrey Ricardo | [ 5 ] |
| 2017 |                                  |       |

### Coreógrafo
| Ano  | Nome      | Ref.  |
| ---- | --------- | ----- |
| 2014 | João Luiz | [ 5 ] |
| 2016 |           |       |

### Corte de bateria
| Ano  | Rainha | Madrinha | Ref. |
| ---- | ------ | -------- | ---- |
| 2016 |        |          |      |

## Carnavais
| Ano  | Colocação | Grupo    | Enredo                                                                       | Carnavalesco  | Intérprete | Ref.                                        |  |
| ---- | --------- | -------- | ---------------------------------------------------------------------------- | ------------- | ---------- | ------------------------------------------- |  |
| 2011 | 3º lugar  | ÚNICO    | Rio de Janeiro, Cidade Maravilhosa, eterna capital do samba                  |               |            | [ 2 ]                                       |  |
| 2012 | 6º lugar  | Especial | Um baile de Máscaras na Planície Goitacá                                     |               |            | [ 4 ]                                       |  |
| 2013 |           | Especial |                                                                              |               |            |                                             |  |
| 2014 | 5º lugar  | Especial | Uni, Duni, Tê - Maria Augusta, a escolhida é você Compositores:Tatu e Guinho | Sidinho Ramos | Wantuir    | [ 6 ] [ 7 ] [ 8 ] [ 9 ] [ 10 ] [ 11 ] [ 5 ] |  |
| 2015 |           | Especial |                                                                              |               |            |                                             |  |